# Howard Stark
Howard Anthony Walter Stark is een personage uit de strips van Marvel Comics. Hij is de vader van Tony Stark, alias Iron Man, en de oprichter van het bedrijf Stark Industries. Het personage is vernoemd naar Howard Hughes.

## Biografie in de Earth 616-strips
In de strips is Howard reeds overleden, waardoor hij enkel meespeelt in flashbacks. Hij en zijn vrouw Maria kwamen om bij een vliegtuigongeluk.
Tijdens zijn leven was Howard Stark een briljante uitvinder, die tijdens zowel de Eerste als Tweede Wereldoorlog meewerkte aan verschillende projecten van het Amerikaanse leger. Zo was hij betrokken bij het Super Soldaten-programma dat Captain America zijn krachten gaf. Ook werkte hij mee aan het Manhattan Project.
Tijdens de jaren 50 van de 20e eeuw was Howard lid van de organisatie The Shield. Tegenover Tony was Howard erg veeleisend; hij wilde dat zijn zoon overal het beste in zou zijn. Dit zorgde voor een gespannen relatie tussen de twee.
Howard was lid van de Hellfire Club, maar hij nam enkel deel aan de feestjes die deze club geregeld gaf, niet aan de criminele praktijken. Zonder dat iemand het wist leed Howard aan alcoholisme.

## Andere versies

### House of M
In de wereld van House of M is Howard nog in leven, maar zijn vrouw klaarblijkelijk niet. In deze realiteit plant hij samen met Hank Pym een geheime opstand tegen het bewind van Magneto. Magneto ontdekt dit uiteindelijk en doodt Howard persoonlijk.

### Ultimate Marvel
Howard speelt mee in de Ultimate Marvel-strips van Iron Man. In deze realiteit is hij zelf de uitvinder van het harnas dat Tony uiteindelijk gebruikt om Iron Man te worden. Hij maakt dit harnas reeds wanneer Tony pas geboren is om zo Tony’s leven te redden.

### Marvel Cinematic Universe
Howard Stark is een personage in meerdere films uit het Marvel Cinematic Universe.
De grootste rol heeft hij in de film Captain America: The First Avenger, waarin hij wordt gespeeld door Dominic Cooper. In de film is hij een van de wetenschappers die meewerkt aan het supersoldatenprogramma. Hij ontwikkelt ook Captain America’s pak en bekende schild, en is gedurende de hele film een van zijn sterkste bondgenoten. Nadat Captain America met het vliegtuig van de Red Skull neerstort in het noordpoolgebied, probeert Howard hem terug te vinden, maar vindt enkel de kosmische kubus die HYDRA gedurende de film gebruikte om wapens te maken.
In Iron Man wordt Howard gezien op een paar foto’s waarmee Tony Stark’s leven wordt uitgebeeld. Er wordt verteld dat hij bij een auto-ongeluk om het leven gekomen is toen Tony 17 jaar oud was. Gerard Sanders vertolkt hier de rol van Howard. 
In Iron Man 2 wordt Howard gespeeld door John Slattery. In deze film verschijnt hij in een videobericht dat hij jaren voor aanvang van de film opgenomen heeft zodat Tony het zou kunnen bekijken als hij ouder zou zijn. Uit het bericht blijkt dat Howard mede-uitvinder is van de arc-reactor technologie waarmee Tony zijn Iron Man pak aandrijft, meegeholpen heeft met de oprichting van S.H.I.E.L.D., en een nieuw element heeft ontdekt dat de arc-reactor kan aandrijven, maar dat met de beperkte technologie ten tijde dat de video werd opgenomen nog niet gemaakt kon worden. Hij sluit zijn bericht af met de woorden dat Tony zijn grootste creatie ooit is.
In The Avengers wordt een paar keer over Howard gesproken. Tony onthuld dat zijn vader hem vroeger veel verteld heeft over Captain America.
In de televisieserie Agent Carter maakt Howard Stark herhaaldelijk zijn opwachting, wederom gespeeld door Dominic Cooper.
Tevens is hij te zien zijn in de openingsscène van de film Ant-Man, welke in 1989 speelt. Hierin is hij aanwezig wanneer Hank Pym zijn ontslag van S.H.I.E.L.D. aankondigd. De rol wordt hier weer gespeeld door John Slattery.
In Captain America: Civil War wordt onthuld dat Howard en zijn vrouw in 1991 zijn vermoord door de Winter Soldier. John Slattery speelt voor deze flashback weer de rol van Howard Stark.
In Avengers: Endgame verschijnt Howard Stark terwijl Tony Stark en Steve Rogers aan het tijdreizen zijn naar 1970
In de animatieserie What If...? verschijnt een alternatieve versie van Howard Stark, ingesproken door Dominic Cooper, tijdens de Tweede Wereldoorlog waarin hij zijn eigen Iron Man pak ontwerpt... de HYDRA Stomper. De Nederlandse stem van Howard Stark werd ingesproken door Fred Meijer.
Howard Stark komt voor in de volgende films en series: 
- Iron Man (2008)
- Iron Man 2 (2010)
- Captain America: The First Avenger (2011)
- Marvel One-Shot: Agent Carter (2013)
- Agent Carter (2015-2016)
- Ant-Man (2015)
- Captain America: Civil War (2016)
- Avengers: Endgame (2019)
- What If…? (2021-2024) (stem) (Disney+)

## Andere media
- Howard Stark komt voor in de animatieserie Iron Man, waarin zijn wordt gedaan door Neil Ross (seizoen 1) en Peter Renaday (seizoen 2).
- Howard Stark speelt mee in de serie Iron Man: Armored Adventures, waarin Fred Henderson zijn stem inspreekt.
- Howard Stark heeft een rol in de film The Invincible Iron Man, waarin hij nog in leven is, maar een slechte band heeft met zijn zoon.